# Alain Chastagnol
Pour les articles homonymes, voir Chastagnol.
Alain Chastagnol, né le 15 février 1945 à Paris 20e et mort le 16 janvier 2010 à Neuilly-sur-Seine, est un responsable de médias et un homme politique français, député maire de Souillac.

## Biographie
Universitaire, cultivé, passionné de littératures et d'opéra, défenseur de la francophonie, Alain Chastagnol, ancien élève de l'École normale supérieure, est professeur agrégé de lettres classiques. Après avoir enseigné à La Sorbonne, il est chargé de mission aux Seychelles pour le secrétariat d'État aux Affaires étrangères puis  chef de cabinet au ministère du Commerce extérieur.
En 1977, il prend à 32 ans la mairie jusqu'alors communiste de Souillac, et le demeure jusqu'en 2008. À ce titre, il soutient le développement du festival de jazz de Souillac, il participe à l'accès à Autoroute A20 (France) auprès de Jacques Chirac, et à la création de la sortie de Souillac, le projet de l'Aéroport de Brive-Souillac. Il séjourne tantôt à Paris, tantôt dans  sa maison de Calès. 
Élu député du Lot (RPR) de mars 1986 à mai 1988, il est également conseiller général du Lot de 1985 à 2004 et conseiller régional de Midi-Pyrénées de 1992 à 1998. 
Battu aux élections municipales de 2008 par la liste socialiste, il est jusqu'à sa mort conseiller municipal UMP et délégué communautaire à la communauté de communes du Pays de Souillac, qu'il fonda en 1994 et qu'il a présidée jusqu'en 2008.
De 1988 à 1994, Alain Chastagnol est directeur délégué du Quotidien de Paris. Au sein du Groupe Quotidien présidé par Philippe Tesson, il fut notamment coresponsable de L'Action économique, publication mensuelle dont Jean-Pierre Thiollet est rédacteur en chef. Par la suite, il devient secrétaire général international des éditions Hachette Filipacchi Médias. Vice-président de l'association Presse-Liberté, il a dirigé plusieurs ouvrages ou travaux consacrés à la presse.
Parmi ses relations amicales, il compta Philippine de Rothschild. Il a organisé le jumelage de la ville de Souillac avec le village de Souillac à l'île Maurice.
En 2005, Alain Chastagnol, maire de la ville, reçoit des mains de Jean-Louis Debré, la Marianne d'or 2005.
concours national des « Marianne d'or » récompense chaque année l'action, la créativité, la rigueur, le dévouement et la passion pour la démocratie locale des villages et villes de France.
En 2007, il est fait officier de la Légion d'honneur.
Il a épousé Carolle Thibaut-Pomerantz, spécialiste franco-américaine des papiers peints historiques.
Il faudra attendre 6 ans pour revoir un maire UMP gagner élections municipales de Souillac en la personne de Jean-Michel Sanfourche. Une majorité absolue obtenue au premier tour face à trois autres candidats que seul Alain Chastagnol avait réussi à obtenir avec un score semblable en 1977, lors de sa première élection.
En 2015, la municipalité de Jean-Michel Sanfourche honore celui qui fut maire de la ville Alain-Chastagnol, avec une esplanade au nom d'Alain Chastagnol.